# Sematophyllum ampullulatum
Sematophyllum ampullulatum är en bladmossart som beskrevs av Brotherus 1925. Sematophyllum ampullulatum ingår i släktet Sematophyllum och familjen Sematophyllaceae. Inga underarter finns listade i Catalogue of Life.